# Ammiraglio Ackbar
L'ammiraglio Gial Ackbar è un personaggio immaginario appartenente all'universo fantascientifico di Guerre stellari. Ackbar è apparso per la prima volta nel film del 1983 Il ritorno dello Jedi, e in seguito divenne un personaggio importante nei romanzi, fumetti e altri media dell'universo espanso della saga. Membro della specie anfibia mon calamari, Ackbar era il comandante militare più importante dell'Alleanza Ribelle che ha guidato le principali operazioni di combattimento contro il malvagio Impero Galattico.
La sua battuta "È una trappola!", che dice in una scena de Il ritorno dello Jedi, è diventata un famoso meme di Internet. Il nome di Ackbar, Gial, è stato rivelato per la prima volta nel 2012 nel libro di consultazione Star Wars: The Essential Guide to Warfare.

## Apparizioni

### Film

#### Il ritorno dello Jedi
Con l'avvento dell'Impero Galattico guidato dall'Imperatore Palpatine, è stato per lungo tempo comandante della flotta stellare dell'Alleanza Ribelle. È stato lui a guidare la flotta dell'Alleanza ribelle durante la battaglia di Endor insieme al generale Lando Calrissian e altri comandanti come il capo rosso Wedge Antilles. Quando i ribelli entrarono nel sistema di Endor si accorsero che la flotta imperiale li stava aspettando e qui Ackbar pronunciò la famosa frase "È una trappola!". Nonostante gli sforzi di tentare un contrattacco, l'ammiraglio Ackbar ordina di prepararsi alla ritirata, viene però fermato da Lando Calrissian che è convinto che la situazione volgerà a loro favore. Infatti Quando Ian Solo distrugge il generatore dello scudo di protezione attorno alla seconda Morte Nera, la situazione volge a favore dei ribelli. Mentre Calrissian vola all'interno della Morte Nera per distruggerne il generatore principale, Ackbar ordina agli incrociatori mon calamari di concentrare tutto il fuoco sull'Executor (la nave ammiraglia della flotta imperiale) ma la Home One (la nave di Ackbar) viene pesantemente danneggiata durante lo scontro. Sarà poi il sacrificio di un A-Wing, schiantatosi sul ponte di comando dell'Executor a distruggere la nave, che danneggerà, precipitando sulla seconda Morte Nera. Quando Calrissian finalmente distrugge il generatore principale della seconda Morte Nera causa una reazione a catena che distrugge la nave. L'ammiraglio Ackbar ordina di far allontanare la Flotta Ribelle dalla seconda Morte Nera, il Millennium Falcon esce illeso dall'esplosione che sancisce la vittoria dei ribelli.

#### Il risveglio della Forza
Ackbar riappare anche nel film Star Wars - Il risveglio della Forza, primo della trilogia sequel. All'incirca trent'anni dopo la battaglia di Endor, Ackbar rimase affiliato alla Resistenza come generale nella lotta contro il sinistro Primo Ordine, guidato dal Leader Supremo Snoke.

#### Gli ultimi Jedi
Rose riprende il suo ruolo di Ackbar in Star Wars - Gli ultimi Jedi, il secondo capitolo della trilogia sequel dove muore dopo un attacco del Primo Ordine.

#### L'ascesa di Skywalker
Dopo la morte di Gial Ackbar, in Star Wars - L'ascesa di Skywalker appare suo figlio Aftab Ackbar che col grado di Colonnello guida la Resistenza nell'ultima battaglia contro la flotta dei Sith.

### Televisione

#### The Clone Wars
Nella quarta stagione della serie animata Star Wars: The Clone Wars, Ackbar è il capitano dell'esercito dei mon calamari. Durante l'era della Vecchia Repubblica, sarà proprio lui in veste di comandante a difendere il suo pianeta natale dell'invasione dei Separatisti del conte Dooku, alleati con i Quarren (anch'essi abitanti di Mon Calamari e nemici giurati dei calamariani) e comandati dallo spietato generale Karkarodiano di nome Riff Tamson. Grazie all'aiuto di Anakin Skywalker, Ahsoka Tano e Kit Fisto, oltre che dell'armata Gungan arrivata in loro soccorso, i Calamariani riuscirono a vincere portando la libertà sotto il regno del giovane re Lee-Char.

### Legends
Con l'acquisizione della Lucasfilm da parte di The Walt Disney Company nel 2012, la maggior parte dei romanzi e fumetti di Guerre stellari prodotti su licenza sono stati inseriti nel brand Star Wars Legends e dichiarati non canonici al franchise nel mese di aprile del 2014.
Considerato il migliore stratega delle forze ribelli (l'unico ad averlo mai sconfitto in battaglia è stato il Grand'Ammiraglio Thrawn), il suo più grande successo è stato l'attacco alla seconda Morte Nera nel sistema di Endor. Inoltre è l'ideatore del caccia ribelle B-Wing.
Si ritira a vita privata poco dopo la firma del trattato di pace con l'Imperial Remnant, ma durante l'invasione degli yuuzhan vong torna al servizio della Repubblica, ideando una trappola che, sul pianeta Ebaq 9 infligge la prima pesante sconfitta agli alieni extragalattici, e che rovescia le sorti della guerra.
Muore per cause naturali poco prima della fine della guerra, sul suo pianeta natale, nel 29 ABY.

## Impatto culturale

### "È una trappola!"
La frase dell'ammiraglio Ackbar "È una trappola!" (in inglese "It's a trap!"), che egli pronuncia durante la battaglia di Endor ne Il ritorno dello Jedi, divenne una delle più famose e amate della trilogia originale di Guerre stellari. Su YouTube sono stati pubblicati dai fan oltre mille video che includono o parodiano Ackbar e la sua battuta. L'ammiraglio Ackbar può essere sbloccato come personaggio giocabile nella versione per Wii del videogioco del 2008 Star Wars: Il potere della Forza se il giocatore inserisce il codice "ITSATWAP". La scena in cui Ackbar pronuncia la frase è apparsa nei programmi di Comedy Central The Daily Show e The Colbert Report l'11 febbraio 2010. In entrambi i programmi, essa è stata montata insieme a filmati di vari leader repubblicani che descrivono un invito al vertice sull'assistenza sanitaria del presidente Barack Obama come una trappola. "It's a Trap!", l'episodio del 2011 della sitcom animata I Griffin che parodia Il ritorno dello Jedi, prende il titolo dalla celebre battuta di Ackbar; lo stesso Ackbar appare nell'episodio, interpretato dal personaggio di Klaus Heisler – un pesce rosso parlante – della serie animata American Dad!.